# Merboltice
Merboltice är en ort i Tjeckien.   Den ligger i regionen Ústí nad Labem, i den norra delen av landet, 70 km norr om huvudstaden Prag. Merboltice ligger 434 meter över havet och antalet invånare är 124.
Terrängen runt Merboltice är lite kuperad. Runt Merboltice är det ganska glesbefolkat, med 43 invånare per kvadratkilometer. Närmaste större samhälle är Děčín, 14,1 km nordväst om Merboltice. Omgivningarna runt Merboltice är en mosaik av jordbruksmark och naturlig växtlighet.